# Гарм
Гарм — чотириокий собака у скандинавських міфах. Гарм охороняє входи до житла Гель в Гельгеймі (Землі Мертвих), і живе в печері, що називається Гніпа.  Гарм є найбільшим зі всіх собак, за винятком вовка Фенріра. В деяких творах він є собакою морозяних гігантів. Його виття буде однією з ознак початку Рагнароку. Під час Рагнароку, Гарм і Тюр уб'ють один одного.